# Leirvík
För Leirvik i Stords kommun, Norge, se Leirvik, Norge.
Leirvík (IPA: [ˈlɔɹvʊik], danska: Lervig) eller Lorvík, är en tätort på Färöarna. Leirvík ligger vid Leirvíksfjørður på ön Eysturoys östkust. Leirvík är en viktig fiskehamn på ögruppen och detta är också viktigaste näringsgrenen. Leirvík tillhör sedan kommunsammanslagningen 2009 Eysturkommuna, och var tidigare centralort i Leirvíks kommun. Vid folkräkningen 2015 hade orten 898 invånare.
Arkeologiska utgrävningar visar att vikingar bosatte sig i området på 800-talet och att det fanns en gård på platsen från 900-talet. Bygden omnämndes för första gången i skriften Hundbrevet från slutet av 1300-talet. Det sägs dock att alla invånare, förutom en kvinna, omkom under digerdöden efter 1349. 1725 kom ett smugglarskepp till byn som invånarna bytte varor med, men som också förde med sig smittkoppor. Efter ett bröllop i byn blev alla invånare smittade och en stor andel av dem avled. Vid folkräkningen 1801 hade Leirvík 81 invånare.
1985 invigdes en tunnel mellan Leirvík och Norðragøta och ögruppens längsta underjordiska tunnel Norðoyatunnilin invigdes 2006 vilket ger direktförbindelse till Klaksvík.

## Befolkningsutveckling
| Befolkningsutvecklingen i Leirvík 1985–2015 | Befolkningsutvecklingen i Leirvík 1985–2015 | Befolkningsutvecklingen i Leirvík 1985–2015 | Befolkningsutvecklingen i Leirvík 1985–2015 | Befolkningsutvecklingen i Leirvík 1985–2015 |
| ------------------------------------------- | ------------------------------------------- | ------------------------------------------- | ------------------------------------------- | ------------------------------------------- |
|                                             |                                             |                                             |                                             |                                             |
| År                                          |                                             |                                             | Folkmängd                                   |                                             |
| 1985                                        | 1985                                        |                                             | 801                                         |                                             |
| 1990                                        | 1990                                        |                                             | 831                                         |                                             |
| 1995                                        | 1995                                        |                                             | 740                                         |                                             |
| 2000                                        | 2000                                        |                                             | 819                                         |                                             |
| 2005                                        | 2005                                        |                                             | 857                                         |                                             |
| 2010                                        | 2010                                        |                                             | 866                                         |                                             |
| 2015                                        | 2015                                        |                                             | 898                                         |                                             |
|                                             |                                             |                                             |                                             |                                             |

## Kända personer från Leirvík
- Hans Fróði Hansen (1975–), fotbollsspelare
- Kjartan Joensen (1947–), politiker (FF)
- Jóannis Kristiansen (1918–1988), konstnär
- Høgni Lisberg (1982–), musiker
- Klæmint Olsen (1842–1912), politiker (SB)
- Jákup Frederik Øregaard (1906–1980), politiker (JF)